# Brachythecium cirrosum
Brachythecium cirrosum là một loài Rêu trong họ Brachytheciaceae. Loài này được (Schwägr.) Schimp. mô tả khoa học đầu tiên năm 1860.